# Vuelta a Murcia 2022
La Vuelta a Murcia 2022, quarantaduesima edizione della corsa e valevole come evento dell'UCI Europe Tour 2022 categoria 1.1, si è svolta il 12 febbraio 2022 su un percorso di 183,2 km, con partenza da Fortuna e arrivo a Puerto de Cartagena, nella comunità autonoma di Murcia in Spagna. La vittoria fu appannaggio dell'italiano Alessandro Covi, il quale completò il percorso in 4h34'50", alla media di 39,995 km/h, precedendo il connazionale Matteo Trentin e il francese Matis Louvel.
Sul traguardo di Puerto de Cartagena 113 ciclisti, su 134 partiti da Fortuna, portarono a termine la competizione.

## Squadre e corridori partecipanti
| N.    | Cod. | Squadra                  |
| ----- | ---- | ------------------------ |
| 1-7   | EUS  | Euskaltel-Euskadi        |
| 11-17 | MOV  | Movistar Team            |
| 21-27 | AST  | Astana Qazaqstan Team    |
| 31-37 | UAD  | UAE Team Emirates        |
| 41-47 | BOH  | Bora-Hansgrohe           |
| 51-57 | COF  | Cofidis                  |
| 61-67 | IWG  | Intermarché-Wanty-Gobert |
| 71-77 | EFE  | EF Education-EasyPost    |
| 81-86 | BBH  | Burgos-BH                |
| 92-97 | HPM  | Human Powered Health     |

| N.      | Cod. | Squadra                         |
| ------- | ---- | ------------------------------- |
| 101-107 | BBK  | B&B Hotels-KTM                  |
| 111-117 | EKP  | Equipo Kern Pharma              |
| 121-127 | DRA  | Drone Hopper-Androni Giocattoli |
| 131-137 | CJR  | Caja Rural-Seguros RGA          |
| 151-157 | ARK  | Team Arkéa-Samsic               |
| 161-167 | BWB  | Bingoal Pauwels Sauces WB       |
| 171-177 | EOK  | Eolo-Kometa Cycling Team        |
| 181-187 | SVB  | Sport Vlaanderen-Baloise        |
| 191-197 | EHE  | Electro Hiper Europa-Caldas     |
| 201-207 | MAN  | Manuela Fundación Continental   |

## Ordine d'arrivo (Top 10)
| Pos. | Corridore        | Squadra     | Tempo    |
| ---- | ---------------- | ----------- | -------- |
| 1    | Alessandro Covi  | UAE         | 4h34'50" |
| 2    | Matteo Trentin   | UAE         | a 1"     |
| 3    | Matis Louvel     | Arkéa       | s.t.     |
| 4    | Jonas Koch       | Bora        | s.t.     |
| 5    | Loïc Vliegen     | Intermarché | s.t.     |
| 6    | Orluis Aular     | Caja Rural  | s.t.     |
| 7    | Warren Barguil   | Arkéa       | s.t.     |
| 8    | Thibault Ferasse | B&B Hotels  | s.t.     |
| 9    | Jesús Ezquerra   | Burgos-BH   | s.t.     |
| 10   | Marco Tizza      | Bingoal     | s.t.     |